# Oxymoron
Oxymoron va ser un grup alemany de punk rock format l'any 1992. La banda va ser fundada per Sucker (veu) i el seu cosí Björn (bateria), juntament amb dos amics, Martin (guitarra) i Filzlaus (baix).

## Trajectòria
El maig de 1994 van publicar el seu EP de debut, Beware, Poisonous! amb el seu propi segell Oxyfactory Records. L'EP va ser reeditat aviat per Helen of Oi! Records l'octubre del mateix any. Durant l'enregistrament de Fuck The Nineties... Here's Our Noize, el baixista Filzlaus va deixar la banda i va ser substituït per Arne. Helen of Oi! Records va publicar l'àlbum en vinil el maig de 1995 i el va rellançar en CD als Estats Units d'Amèrica el febrer de 1996.
Després del llançament de Fuck The Nineties... Here's Our Noize, que va rebre crítiques favorables de l'escena alternativa, Oxymoron va començar una gira europea. El setembre de 1995 va presentar un EP compartit amb la banda anglesa Braindance titulat Mohican Melodies. El març de 1996 va publicar l'EP Crisis Identity amb el segell de curta durada Rough Beat Records d'Arne, i la banda va aparèixer a l'EP compilatori Streetpunk Worldwide d'Helen Of Oi! el mateix any. També es van embarcar en la seva primera gira per la costa est dels Estats Units amb Braindance i The Casualties. També l'any 1996, Oxymoron va fer el salt al segell alemany Knockout Records que va publicar el segon àlbum de la banda, The Pack Is Back, l'abril de 1997. El llançament va ser seguit per més gires per Europa, així com una gira d'estiu de tres setmanes al Japó amb The Discocks. Oxymoron va encaixar bé a l'escena punk nord-americana i alemanya com a banda de streetpunk antiracista.

## Discografia

### Àlbums
- 1995: Fuck The Nineties... Here's Our Noize
- 1997: The Pack Is Back
- 1999: Westworld
- 1999: Best Before 2000 (recopilatori)
- 2001: Feed The Breed

### EP
- 1994: Beware, Poisonous!
- 1996: Crisis Identity
- 2001: Savage Output

### Compartits i compilacions
- 1995: Mohican Melodies (compartit amb Braindance)
- 1996: Streetpunk Worldwide (compartit amb The Discocks, Bottom Of The Barrel i Braindance)
- 1998: A Tribute To Cock Sparrer (compartit amb Dropkick Murphys, Shock Troops i Disgusteens)
- 1998: Skins 'n' Pins (compilació)
- 1998: Irish Stout vs. German Lager (compartit amb Dropkick Murphys)
- 2000: Worldwide Tribute To The Real Oi! (compilació)
- 2001: Taisho vs. Oxymoron (compartit amb Taisho)
- 2006: Noize Overdose (compartit amb Bonecrusher)